# Cañadón-Calcáreo-Formation
Die Cañadón-Calcáreo-Formation ist eine lithostratigraphische Formation in der argentinischen Provinz Chubut, die für ihre Dinosaurier- und Fischfossilien bekannt ist. Es handelt sich um eine Abfolge kontinentaler Sedimentgesteine, die überwiegend fluviatil (durch Flüsse) abgelagert wurden und auf den Oberjura datiert werden können. Der Status als eigenständige Formation ist umstritten – so vermuten verschiedene Geologen, dass es sich bei dieser Gesteinseinheit um eine Untereinheit (Subformation) der Cañadón-Asfalto-Formation handelt. Diese Subformation wird dabei als Puesto-Almada-Member bezeichnet.

## Geologischer Rahmen und Definition
Die Cañadón-Calcáreo-Formation zählt zum Cañadón-Asfalto-Becken, einem zum Somuncura-Massif gehörenden Sedimentbecken. Bei diesem Sedimentbecken handelt es sich um einen Hemigraben, eine Dehnungsstruktur, die sich infolge des beginnenden Auseinanderbrechens von Südamerika und Afrika gebildet hat. Diese Formation ist in der Post-Rift-Phase des Beckens entstanden, also nach Abschluss des Riftings.
Die Formation liegt oberhalb einer mitteljurassischen Sedimentfolge, die entweder als Cañadón-Asfalto-Formation sensu stricto oder als Las-Chacritas-Member bezeichnet wird. Von dieser Sedimentfolge ist die Cañadón-Calcáreo-Formation diskordant getrennt. Verschiedene Geologen sehen die Cañadón-Calcáreo-Formation als jüngstes Schichtglied der Cañadón-Asfalto-Formation an und bezeichnen sie als Puesto-Almada-Member.

## Lithologie
Die Sedimente der Formation bilden die fortschreitende Auffüllung des Hemigrabens ab, nachdem letzterer tektonisch inaktiv geworden ist. An der Basis der Formation finden sich lakustrine (in Seen abgelagerte) Schiefer, darüber liegen fluviatile (von Flüssen abgelagerte) Sandsteine. Insgesamt sind die Sedimente deutlich weniger tektonisch überprägt als die älteren Sedimentfolgen der Cañadón-Asfalto-Formation sensu stricto.

## Alter
In der Vergangenheit wurde diese Gesteinsabfolge auf die Oberkreide oder auf den Unter- bis Mitteljura datiert. Heute wird davon ausgegangen, dass es sich um eine Abfolge des Oberjuras handelt – eine jüngere radiometrische Datierung kommt zu dem Ergebnis, dass diese Sedimente aus dem Tithonium stammen.

## Fossilien
Die Formation ist für ihre reichhaltigen und gut erhaltenen Fischfossilien sowie für ihre Dinosaurierfossilien bekannt. Die Fische stammen aus dem unteren, lakustrinen Abschnitt der Formation und schließen mindestens zwei Vertreter der Echten Knochenfische (Teleostei) und einen Vertreter der Strahlenflosser (Actinopterygii) sowie verschiedene noch unbeschriebene Taxa mit ein. Dinosaurier sind, abgesehen von Fragmenten von Schildkrötenpanzern, die einzigen überlieferten Landwirbeltiere. Sauropoden sind mit den Titanosauriformen Tehuelchesaurus sowie mit den Dicraeosauriden Brachytrachelopan  sowie mit einem unbeschriebenen Brachiosauriden vertreten. Theropoden sind mit einem fragmentarischen Skelett eines Tetanurae sowie durch Zähne belegt. Überreste von Ornithischiern fehlen.